# Karim Hussain
Karim Hussain (Ottawa, 16 de juliol de 1975) és un cineasta i director de fotografia canadenc. Com a director és més conegut per la seva pel·lícula del 2000 Subconscious Cruelty, i com a coguionista de Els abandonats de Nacho Cerdà. El 2006, va adaptar l’obra de l’escriptora francocanadenca Marie-Claire Blais, La Belle Bête. Per això, va guanyar el Premi del Director al Boston Underground Film Festival. Com a director de fotografia, el seu treball més conegut és Possessor de Brandon Cronenberg, Hobo With A Shotgun de Jason Eisener, Antiviral de Brandon Cronenberg i molts altres. És membre de ple dret de la Canadian Society Of Cinematographers.

## Filmografia

### Director
Cinema
| Any  | Títol                | Director | Guionista | Notes                                                                                    |
| ---- | -------------------- | -------- | --------- | ---------------------------------------------------------------------------------------- |
| 2000 | Subconscious Cruelty | Sí       | Sí        | També editor de càmera, efectes de maquillatge addicionals, edició de so i barreja de so |
| 2002 | Ascension            | Sí       | Sí        | També productor associat i operador de càmera                                            |
| 2006 | La Belle Bête        | Sí       | Sí        | També productor i operador de càmera                                                     |

Curtmetratges
| Any  | Títol            | Director | Guionista | Notes                          |
| ---- | ---------------- | -------- | --------- | ------------------------------ |
| 2002 | La dernière voix | Sí       | Sí        | també productor                |
| 2011 | Vision Stains    | Sí       | Sí        | Segment de The Theatre Bizarre |

### Director de fotografia
Cinema
| Any  | T´´itol                 | Director              | Notes                |
| ---- | ----------------------- | --------------------- | -------------------- |
| 2000 | Subconscious Cruelty    | Ell mateix            | Amb François Bourdon |
| 2002 | Ascension               | Ell mateix            |                      |
| 2006 | The Beautiful Beast     | Ell mateix            |                      |
| 2009 | Walled In               | Gilles Paquet-Brenner |                      |
| 2010 | Territories             | Olivier Abbou         |                      |
| 2011 | Hobo with a Shotgun     | Jason Eisener         |                      |
| 2012 | Antiviral               | Brandon Cronenberg    |                      |
| 2013 | L'autre monde           | Richard Stanley       | Documentary          |
| 2015 | We Are Still Here       | Ted Geoghegan         |                      |
| 2015 | Beeba Boys              | Deepa Mehta           |                      |
| 2015 | Hyena Road              | Paul Gross            |                      |
| 2016 | Rupture                 | Steven Shainberg      |                      |
| 2016 | Madame Hollywood        | Olivier Abbou         |                      |
| 2017 | Mohawk                  | Ted Geoghegan         |                      |
| 2018 | Parallel                | Isaac Ezban           |                      |
| 2018 | Seven in Heaven         | Chris Eigeman         |                      |
| 2019 | Random Acts of Violence | Jay Baruchel          |                      |
| 2020 | Possessor               | Brandon Cronenberg    |                      |
| 2021 | Seance                  | Simon Barrett         |                      |
| 2022 | Firestarter             | Keith Thomas          |                      |
| 2022 | Orphan: First Kill      | William Brent Bell    |                      |
| 2023 | Infinity Pool           | Brandon Cronenberg    |                      |

Curtmetratges
| Any  | Títol                                                                       | Director | Notes                                                              |
| ---- | --------------------------------------------------------------------------- | --- | ------------------------------------------------------------------ |
| 1999 | Divided Into Zero                                                           | Mitch Davis |                                                                    |
| 2001 | Facts Are Safety                                                            | Nicolas Debot |                                                                    |
| 2002 | La dernière voix                                                            | Ell mateix Julien Fonfrede                                                                                       |                                                                    |
| 2006 | Au coeur brisé                                                              | Antoinette Karuna                                                                                                |                                                                    |
| 2009 | Dolorosa                                                                    | Christophe Debacq                                                                                                |                                                                    |
| 2010 | The Aristofrogs                                                             | Ben Bernschneider Douglas Buck Jan Hendrik Drevs Arno Frisch John A. Gallagher Buddy Giovinazzo Matthew Harrison |                                                                    |
| 2011 | The Theatre Bizarre                                                         | Richard Stanley Douglas Buck Ell mateix                                                                          | Segments "The Mother Of Toads", "The Accident" and "Vision Stains" |
| 2012 | The Captured Bird                                                           | Jovanka Vuckovic                                                                                                 |                                                                    |
| 2013 | Method                                                                      | Gregory Smith |                                                                    |
| 2015 | Jooj: Shoulders and Whispers                                                | Brandon Cronenberg                                                                                               |                                                                    |
| 2015 | Whispers and Shoulders                                                      | Sook-Yin Lee |                                                                    |
| 2016 | Animalia: Face On                                                           | Brandon Cronenberg                                                                                               |                                                                    |
| 2019 | Please Speak Continuously and Describe Your Experiences as They Come to You | Brandon Cronenberg                                                                                               |                                                                    |